# Ивановка (Изяславский район)
Ивановка (укр. Іванівка) — село в Изяславском районе Хмельницкой области Украины.
Население по переписи 2001 года составляло 52 человека. Почтовый индекс — 30309. Телефонный код — 3852. Занимает площадь 0,352 км². Код КОАТУУ — 6822186903.

## Местный совет
30300, Хмельницкая обл., Изяславский р-н, с. Сошное, ул. Центральная, 33